# Zamek w Guimarães
Zamek w Guimarães (port. Castelo de Guimarães) – zamek położony w miejscowości Guimarães w Portugalii, pochodzący z wczesnego średniowiecza. Jest jednym z charakterystycznych punktów miasta i ważnym obiektem w historii Portugalii.

## Opis

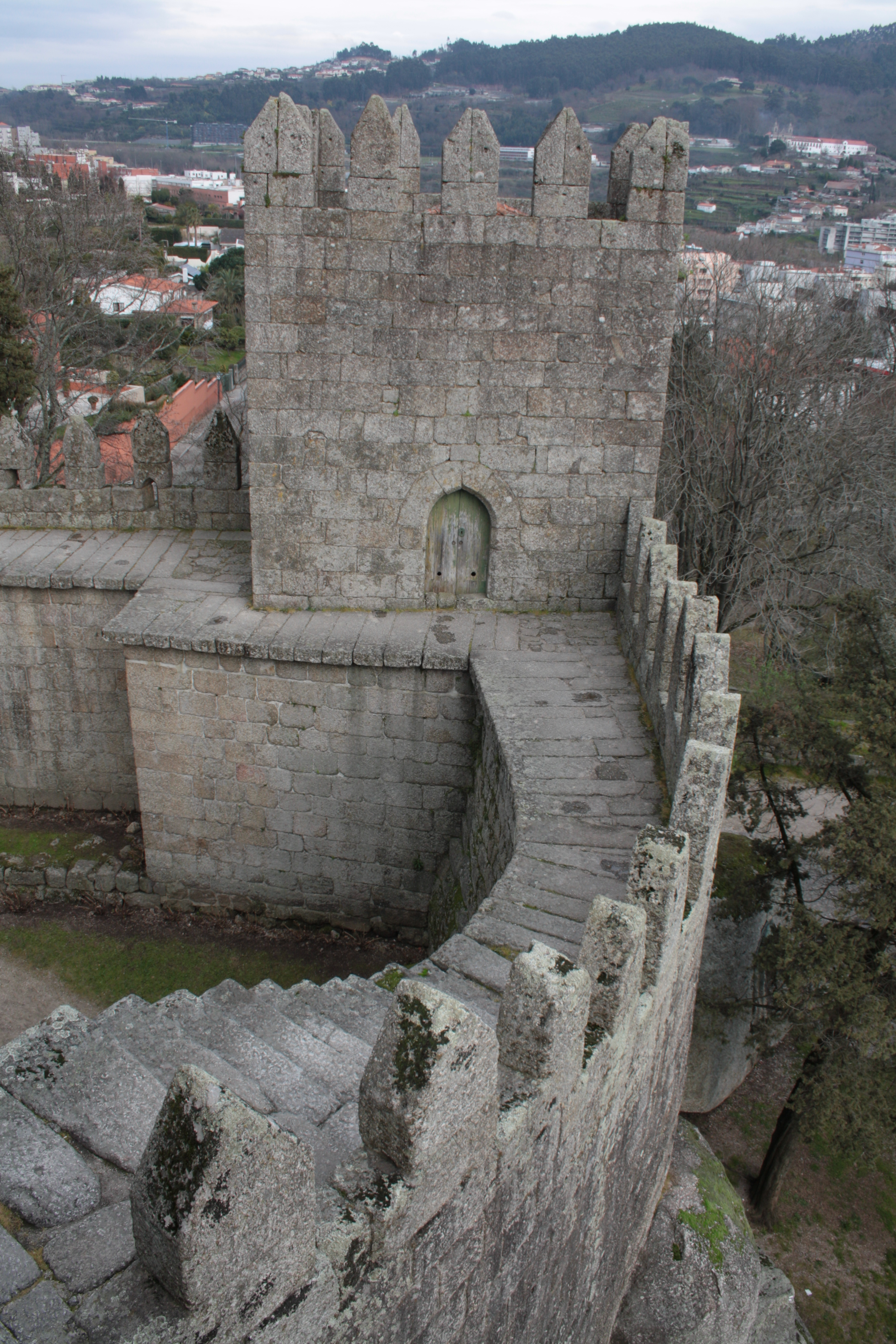
Widok na mury i jedną z wież zamku

Zamek jest otoczony pięciokątnym murem, przypominającym średniowieczną tarczę. Na murach znajduje się siedem wież, ósma wieża, Torre de Menagem, znajduje się w środku konstrukcji. Miała 27 metrów wysokości i pełniła funkcje donżona. Tuż obok zamku znajduje się pałac Książąt Braganza. Pozostałości po przebudowie z XI wieku na północnej stronie zamku dowodzą, że pierwotnie konstrukcja była prawdopodobnie okrągła.

## Historia
Dokładna data powstania zamku nie została odnotowana, przyjmuje się jednak, że powstał on w drugiej połowie X wieku. Został wybudowany na polecenie Mumadony Dias, ówczesnej hrabiny Portugalii, w celu ochrony pobliskiego opactwa przed atakami Normanów. Początkowo zamek był prawdopodobnie prostą drewnianą konstrukcją. 
W drugiej połowie XI wieku zamek został przebudowany na zlecenie hrabiego Henryka Burgundzkiego. Około roku 1130 zamek był oblegany przez Alfonsa VII podczas wojny z młodym monarchą Portugalii, Alfonsem I. Według niektórych autorów, Alfons I urodził się właśnie w zamku w Guimarães.
Kolejna przebudowa zamku miała miejsce za czasów króla Dionizego I (przełom XIII i XIV wieku), zamek przyjął wówczas obecne kształty. W tym czasie Mem Martins de Vasconcelos, alkad Guimarães wsparł króla w walce z pretendentem do tronu księciem Alfonsem, odpierając kolejne oblężenie zamku. Zamek był oblegany również w 1369 przez Henryka Trastámarę i w 1385 przez Jana I Dobrego.
Od XVI wieku zamek zaczął tracić na znaczeniu, zaczynając pełnić funkcje więzienia. W 1836 podczas obrad rady gminy Guimarães padł pomysł, by rozebrać zamek i wykorzystać kamienny budulec do budowy dróg i chodników. W 1881 zamek ten uzyskał jednak status narodowego zabytku, a w latach 30. XX wieku został odrestaurowany i udostępniony turystom. W 2004 podczas prac archeologicznych na terenie zamku odkryto pozostałości X-wiecznej konstrukcji. W 2007 zamek trafił na listę „siedmiu cudów Portugalii”, na podstawie plebiscytu zorganizowanego przez portugalskie Ministerstwo Kultury.